# Ecocitex
 (juillet 2023).
Ecocitex est une entreprise chilienne de recyclage textile, qui vend des vêtements de seconde main et des accessoires créés à partir de vêtements de seconde main en mauvais état, et produit et vend de la laine recyclée provenant de vêtements de seconde main en mauvais état.

## Contexte
L'industrie textile est une industrie particulièrement polluante, qui serait responsable de 10% des émissions de gaz à effet de serre dans le monde. Au Chili, environ 550 tonnes de textile terminent dans des décharges chaque année.

## Création et histoire de l'entreprise
L'entreprise Ecocitex naît en 2020, comme un moyen de valoriser de façon industrielle le textile en mauvais état reçu par l'entreprise textile de seconde main Travieso,. En septembre 2019, cette entreprise, créée par Rosario Hevia et Daniela Ehijo, compte plus de 400 kilogrammes de vêtements en mauvais état, et après avoir découvert une filature, Rosario Hevia essaye de créer un fil à partir de ces vêtements, et réussit à le vendre dans la boutique Travieso,. Rosario Hevia et quatre autres associés rachètent ensuite la filature, qui est en faillite, et créent Ecocitex. Rosario Hevia en devient la directrice générale. 
Le nom d'Ecocitex vient de economía circular textil (économie circulaire textile).
En juin 2023, un incendie touche l'usine, et l'entreprise perd neuf de ses machines, l'intégralité de l'inventaire ainsi que le magasin, situés dans la commune de Macul.

## Processus de recyclage et impact environnemental
Ecocitex reçoit tout type de vêtements, qui sont ensuite triés : ceux en bon état sont vendus ou donnés, ceux en mauvais état sont transformés en bonnets ou accessoires et ceux en très mauvais état sont utilisés pour le recyclage. Ces derniers sont triés à nouveau, cette fois par couleur, coupés en morceaux, déchiquetés, puis filés à nouveau pour devenir une laine de vêtements recyclés,.
Le processus n'utilise ni eau ni teinture.
En 2023, l'entreprise indique recycler 4 tonnes mensuelles de vêtements mais disposer d'une capacité de 20 tonnes.

## Modèle économique
L'entreprise vend les vêtements en bon état ainsi que les vêtements transformés et les laines recyclées.
Ecocitex est déficitaire durant ses trois premières années de fonctionnement. En 2021, la directrice générale indique que l'entreprise « reçoit plus de vêtements qu'elle n'en recycle et recycle plus qu'elle ne vend ». En 2023, l'entreprise réalise trois mois de profits, mais les associés ne reçoivent toujours pas de salaire.

## Impact social
L'entreprise emploie des détenues et des personnes en réinsertion sociale pour une partie du processus,, et travaille pour cela avec la fondation Abriendo Puertas.